# Iwan Demianiuk
Iwan Demianiuk, również Iwan Groźny z Treblinki, (ang. John Demjanjuk, ukr. Іван Миколайович Дем'янюк, ros. Иван Николаевич Демьянюк, (ur. 3 kwietnia 1920 w Dubowi Macharynci, zm. 17 marca 2012 w Bad Feilnbach) – ukraiński zbrodniarz wojenny, w czasie II wojny światowej był członkiem utworzonej przez Niemców formacji SS-Wachmannschaften. Brał udział w masowych morderstwach ludności żydowskiej w Treblince, Sobiborze, Flossenburgu i Majdanku.

## Życiorys
Jako żołnierz Armii Czerwonej dostał się do niewoli niemieckiej w maju 1942 roku. Jako chętny do pracy pomocniczej w SS został przeszkolony w obozie w Trawnikach. Był strażnikiem w Sobiborze od 27 marca do połowy września 1943 roku. W tym czasie przybyło z Holandii piętnaście transportów Żydów. Dwa transporty składały się z około 1300 dzieci w wieku od jednego do szesnastu lat. W późniejszym okresie był członkiem załogi obozu w Flossenbürgu. Przez niektórych ocalonych z Treblinki zidentyfikowany jako „Iwan Groźny”.
Po wojnie Demianiuk spędził lata w obozach dla przesiedleńców w Europie. Jednak później dostał zatrudnienie w wojskowym korpusie transportowym w Regensburg w Niemczech. W 1950 roku komisja do spraw przesiedleńców przyznała Demianiukowi zaświadczenie o statusie przesiedleńca. Dokumentacja ta umożliwiła mu złożenie wniosku wizowego w konsulacie amerykańskim w Stuttgarcie w Niemczech w grudniu 1951 roku. We wniosku wizowym Demianiuk zaświadczył o byciu rolnikiem w Sobiborze od 1934 do 1943 roku. Jednocześnie zadeklarował, że był rolnikiem od września 1944 roku do maja 1945 roku w Monachium. Z rodziną przeprowadził się do Stanów Zjednoczonych 9 lutego 1952 roku. Demianiukowie początkowo osiedlili się na farmie w pobliżu Decatur w stanie Indiana. Jednak ukraińscy przyjaciele z obozów dla przesiedleńców pomogli im przenieść się do Cleveland. Został naturalizowanym obywatelem w 1958 roku.
Departament Sprawiedliwości rozpoczął śledztwo w sprawie domniemanej służby Demianiuka w Sobiborze w 1976 roku. Sąd stwierdził, że naturalizacja Demianiuka została uzyskana przez umyślne wprowadzenie w błąd co do istotnych faktów. W związku z podejrzeniami o sfałszowanie dokumentu imigracyjnego dotyczącego jego przeszłości, w 1981 roku został pozbawiony obywatelstwa amerykańskiego. W 1985 roku został aresztowany i osadzony w Misouri. 26 lutego 1986 roku został deportowany do Izraela. 25 kwietnia 1988 roku został skazany na śmierć za zbrodnie przeciwko ludzkości. Jednak Izraelski Sąd Najwyższy uchylił wyrok w 1993 roku z powodu licznych nieprawidłowości. Wówczas ponownie zamieszkał w Stanach Zjednoczonych. W 1998 roku przywrócono mu obywatelstwo amerykańskie. 29 maja 2001 roku rozpoczął się ponowny proces jego denaturalizacji. Utracił obywatelstwo w 2004 roku.
Postępowanie deportacyjne rozpoczęło się ponownie 17 grudnia 2004 roku. Sąd imigracyjny 16 czerwca 2005 roku oddalił wniosek Demianiuka o odroczenie wydalenia na podstawie Konwencji w sprawie zakazu stosowania tortur. Nie znalazł przesłanek potwierdzających stosowania tortur na Ukrainie. Opierając się na postanowieniu sądu rejonowego, uznał Demianiuka za przeznaczonego do wydalenia na podstawie jednoznacznych dowodów, wskazujących na bycie strażnikiem w obozach koncentracyjnych. 28 grudnia 2005 roku sędzia nakazał wydalenie Demianiuka na Ukrainę lub alternatywnie do Niemiec lub Polski. Urząd ds. Odwołań Imigracyjnych oddaliła odwołania Demianiuka od decyzji w sprawie nakazu wydalenia. Sąd apelacyjny w styczniu 2008 roku podtrzymał nakaz wydalenia Demianiuka Sąd Najwyższy odmówił rewizji w maju następnego roku. Kraje docelowe początkowo odmówiły przyjęcia mężczyzny, jednak Niemcy w późniejszym okresie wnioskowały o przekazanie mężczyzny.
Sąd Najwyższy Stanów Zjednoczonych 7 maja 2009 roku ostatecznie odmówił wstrzymania jego deportacji do Niemiec. 8 maja 2009 został oddany w ręce agentów imigracyjnych i dwa dni później został przewieziony ze swojego domu na przedmieściach Cleveland do budynku władz federalnych w Cleveland. Według doniesień mediów, Demjanjuk miał być niezwłocznie przewieziony specjalnym samolotem do Monachium i postawiony przed niemieckim wymiarem sprawiedliwości. 11 maja 2009 roku został deportowany do Niemiec. Został natychmiast aresztowany.
Centrala Badania Zbrodni Narodowosocjalistycznych w Ludwigsburgu zajmowała się sprawą od 1993 roku. Jednak nie znaleziono dowodów potwierdzających, że radzieccy jeńcy zamordowali kogokolwiek w Sobiborze. Jeden z prokuratorów biura w Ludwigsburgu wniósł oskarżenie przeciwko Demianiukowi bez dowodów popełnienia konkretnego przestępstwa. W 2009 roku prokuratura w Monachium oskarżyła mężczyznę o współudział w zbrodniach w obozie w Sobiborze. Został oskarżony o powiązanie ze śmiercią co najmniej 28 060 osób. Uznano, że jedynym celem Sobiboru było mordowanie Żydów. W związku z tym wszyscy członkowie personelu obozie mieli świadomość popełnianych zbrodni. Sąd orzekł, że Demianiuk należał do załogi strażników obozu i przyczynił się do śmierci deportowanych. Lekarze zgodzili się na postawienie oskarżonego przed sądem, jednak zalecili, aby przesłuchania ograniczyły się do dwóch półtoragodzinnych sesji dziennie. Proces rozpoczął się 30 listopada 2009. Obrońca Demianiuka zarzucił sędziom i prokuraturze stronniczość.
12 maja 2011 roku został uznany winnym współudziału w morderstwach więźniów w Sobiborze. Otrzymał wyrok pięciu lat pozbawienia wolności. Jednocześnie sąd na poczet kary zaliczył dwa lata spędzone w areszcie. Został zwolniony na okres postępowania apelacyjnego. Mężczyzna zmarł w marcu 2012 roku w domu opieki w południowej Bawarii przed wydaniem prawomocnego wyroku.
Potomkowie Niemanna przekazali albumy z niemieckiego obozu zagłady w Sobiborze. Na dwóch fotografiach został uwieczniony ukraiński zbrodniarz. Zostały zbadane przy pomocy Krajowego Urzędu Kryminalnego Badenii-Wirtembergii za pomocą porównania zdjęć biometrycznych.